# .38/.45 Clerke
O .38/.45 Clerke (pronuncia-se "clark"), também conhecido como .38/.45 Auto Pistol ou .45/.38 Auto Pistol é um cartucho wildcat de pistola semiautomática desenvolvido por Bo Clerke e introduzido na Guns & Ammo em 1963.

## Histórico e projeto
É essencialmente um estojo de .45 ACP, com pescoço reduzido para .357", resultando em um cartucho semelhante em forma aos cartuchos anteriores de 7,65×21mm Parabellum e 7,63×25mm Mauser. Ele foi criado para ser um cartucho de tiro ao alvo de baixo recuo que funcionaria de forma confiável com vários tipos de balas, FMJ para lançar balas canto-vivo de chumbo sem os problemas de alimentação que as minições de pistola de parede reta às vezes apresentam. O cartucho pode ser usado em carregadores .45 ACP padrão.

## Munição e recarga
Estojos .45 ACP podem ser redimensionados para recarga manual como .38/.45 usando moldes e formas ainda disponíveis na RCBS Corporation, p/n 56468.
Praticamente qualquer pistola M1911 e pistolas do mesmo padrão podem ser convertidas para o cartucho .38/.45 com um cano de substituição, partindo de um cano de 38 Super para dimensões de .38/.45. Durante a popularidade inicial do cartucho, canos "drop-in" estavam disponíveis de fabricantes como Bar-Sto.